# 科托夫卡 (馬格達利尼夫卡區)
49°7′39″N 34°56′18″E / 49.12750°N 34.93833°E

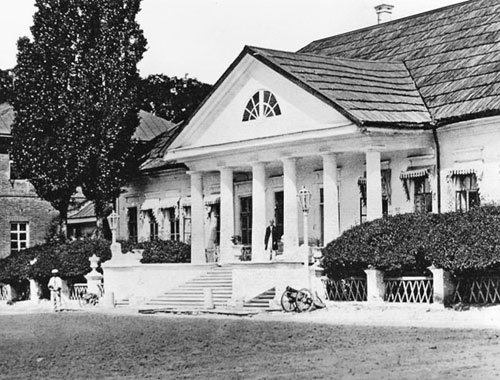

科托夫卡，是烏克蘭中部的村莊，隸屬第聶伯羅彼得羅夫斯克州的薩馬爾區。該村距離米尼夫卡2.5公里，面積7.81平方公里，海拔高度81米，2001年人口2,689。